# Augusto Righi
Augusto Righi, född 27 augusti 1850 i Bologna, död där 8 juni 1920, var en italiensk fysiker. 
Righi slog sig ned som civilingenjör i Bologna 1873, blev samma år professor i fysik vid därvarande polytekniska institut, professor i samma ämne 1880 vid universitetet i Palermo och 1889 i Bologna. Righi tilldelades Matteuccimedaljen 1882 och Hughesmedaljen 1905. År 1907 fick han med Jean Baptiste Perrin dela Turinakademiens stora Vallauripris. Han utförde åtskilliga synnerligen värdefulla undersökningar om elektromagnetisk strålning och magnetiska problem och författade ett stort antal vetenskapliga avhandlingar.